# Serino
Serino é uma comuna italiana da região da Campania, província de Avellino, com cerca de 7.041 habitantes. Estende-se por uma área de 52 km², tendo uma densidade populacional de 135 hab/km². Faz fronteira com Aiello del Sabato, Calvanico (SA), Giffoni Valle Piana (SA), Montella, San Michele di Serino, Santa Lucia di Serino, Santo Stefano del Sole, Solofra, Volturara Irpina.

## Demografia
| Variação demográfica do município entre 1861 e 2011                               |
|                                                                                   |
| Fonte: Istituto Nazionale di Statistica (ISTAT) - Elaboração gráfica da Wikipedia |